# Šárka Staňková
Šárka Staňková, född den 2 april 2002, är en tjeckisk innebandysspelare som spelar för svenska FBC Kalmarsund och tjeckiska damlandslaget.
Nela Jiráková har med det tjeckiska landslaget tagit ett brons i VM år 2023.